# Adkins Arboretum
Adkins Arboretum es un jardín botánico y Arboreto de 162 hectáreas (400 acres) de extensión en el que se incluyen jardines de plantas nativas de la zona que se encuentra en Ridgely, Maryland. 
Es miembro del BGCI y presenta trabajos para la Agenda Internacional para la Conservación en los Jardines Botánicos. 
Su código de reconocimiento internacional como institución botánica, así como las siglas de su herbario es ADKA.

## Localización
Se ubica en la Península de Delmarva dentro del Tuckahoe State Park.
Adkins Arboretum, 12610 Eveland Road, PO Box 100 Ridgely, Caroline county Maryland 21660 Estados Unidos
Se encuentra abierto al público diariamente excepto las fiestas nacionales; se paga una tarifa de admisión. 

## Historia
El arboretum fue fundado originalmente en 1972 con la intención de que fuera el arboretum del estado de Maryland, y abierto al público en la década de 1980, gracias a una donación importante de Leon Andrus. 
Su misión original era exhibir todos los tipos de bosque de Maryland. Sin embargo en la década de 1990, su misión fue revisada para acentuar la exhibición y el estudio de las comunidades vegetales indígenas de la Península de Delmarva. 
En 1998 su administración fue reconvertida a una sociedad mixta pública-privada, por el sistema de que el estado de Maryland concede un arriendo durante 50 años a la sociedad de amigos del Arboretum Adkins, y el arboretum es actualmente una entidad autosuficiente mediante un sistema de concesiones y donaciones.

## Colecciones
El arboretum se dedica a promover el conocimiento y la conservación de las plantas nativas de la región. Alberga unas 600 especies de arbustos, árboles, plantas silvestres y de hierbas nativas, con unos cinco kilómetros de senderos a través de prados y de los jardines de las plantas nativas, en la orilla este de Maryland.
Entre sus diferentes secciones se encuentran :
- Zona de Vegetación Natural Preservada: 160 hectáreas
- Zona de Jardines: 2 hectáreas
- Viveros donde se propagan plantas nativas, con 60 taxones en cultivo.

## Actividades
Entre las diferentes actividades que aquí se llevan a cabo, destacan:
- Programas de Conservación
- Ecología
- Programas de Educación Medioambiental
- Horticultura
- Control de Especies Vegetales Invasoras
- Restauración Ecológica
- Recuperación de Terrenos